# روي سميث (لاعب كرة قاعدة أمريكي)
روي سميث (بالإنجليزية: Roy Smith)‏ هو لاعب كرة قاعدة أمريكي، ولد في 6 سبتمبر 1961 في ماونت فيرنون في الولايات المتحدة.

## وصلات خارجية
- روي سميث على موقعبيزبول رفرنس.كوم (الدوري الرئيسي) (الإنجليزية)
- روي سميث على موقعبيزبول رفرنس.كوم (الدوري الثانوي) (الإنجليزية)
- روي سميث على موقع مشجعي الرسوم البيانية (الإنجليزية)